# 款待俱樂部
款待俱樂部（英語：Hospitality Club）是提供款待服務和社交網路服務的機構。它的網站是給會員安排寄宿、提供款待、參與活動和與其他會員聚會的平台。這平台屬於禮物經濟，宿主並不能就住宿收費。
它的域名（hospitalityclub.org）是以創辦人Veit Kühne的身份登記的。